# The Opium Smuggler
The Opium Smuggler è un cortometraggio muto del 1911 diretto da Allan Dwan che aveva come protagonisti J. Warren Kerrigan e Pauline Bush.

## Produzione
Il film fu prodotto dalla Flying A (American Film Manufacturing Company).

## Distribuzione
Distribuito dalla Motion Picture Distributors and Sales Company, il film - un cortometraggio in una bobina - uscì nelle sale cinematografiche USA l'8 maggio 1911.